# Ehe oder Liebe
Ehe oder Liebe ist eine deutsche Fernsehkomödie nach dem gleichnamigen Boulevard-Theaterstück von Lida Winiewicz.

## Handlung
Die Physikprofessorin Sophie und der Scheidungsanwalt Stefan leben seit 15 Jahren als Paar zusammen. Sophie würde gerne heiraten, doch wegen Stefans Erfahrung mit seinen Klienten glaubt er nicht an lange, glückliche Ehen. Die beiden schließen eine Wette ab: Wenn Sophie ihm ein wirklich glückliches Ehepaar zeigt, was schon länger als fünf Jahre verheiratet ist, heiratet er sie. Daraufhin lädt Sophie ihre alten Schulfreunde Erich und Flora Ackermann ein, die kurz nach dem Abitur geheiratet haben. Die sind aber alles andere als glücklich, denn Erich hat eine Geliebte namens Felizitas, der er sogar eine Wohnung bezahlt. Nun sollen die beiden Stefan ein glückliches Paar vorspielen, was aber gründlich schiefgeht.
Dann erhält Stefan einen Anruf eines erkrankten Kollegen, der ihn bittet, einige seiner Fälle zu übernehmen, unter anderem die Scheidung eines Paares namens Ackermann. So erfährt Stefan, dass die beiden keine glückliche Ehe führen. Er lässt Felizitas bitten, sofort zu ihm zu kommen. Bei ihrem Eintreffen kommt es zum Streit, Erich nimmt ihr die Schlüssel für die von ihm bezahlte Wohnung wieder ab und geht mit Flora nach Hause. Da Felizitas nun kein Dach über dem Kopf hat, darf sie bei Sophie und Stefan übernachten. Als Sophie die Affäre zwischen Erich und Felizitas als Kleinigkeit abtun will, um Stefan zu überzeugen, dass Erich und Flora trotzdem glücklich sind, nimmt Erich kurzerhand Felizitas mit ins Schlafzimmer – schließlich wäre das ja dann auch nur eine Kleinigkeit. Sophie verlässt entrüstet die Wohnung.
Am nächsten Morgen kommt die alte Haushälterin Frau Simmerl, um die Wohnung in Ordnung zu bringen, unterstützt von Herrn Simmerl. Auch Sophie kommt zurück und findet immer noch Felizitas in der Wohnung vor. Sie will ihre Sachen packen und Stefan verlassen, doch der versichert ihr, dass zwischen ihm und Felizitas nichts vorgefallen ist.
Sophie erwartet den Besuch ihres Studenten Max Zinkl wegen eines Studienprojekts. Um Stefan eifersüchtig zu machen, behauptet sie, dass Zinkl sie liebe und ihr einen Heiratsantrag gemacht habe. Stefan glaubt ihr nicht und schiebt Zinkl deshalb ins Schlafzimmer, wo ihn die kaum bekleidete Felizitas erwartet: Stefan hat sie dafür bezahlt, dass sie das Spiel mitspielt und Zinkl verführt. Die Simmerls beobachten indessen völlig verdattert, was für lose Sitten bei den „Studierten“ herrschen.
Sophie hat die Hoffnung auf eine Ehe eigentlich schon aufgegeben, da fallen ihr die Simmerls ein und sie befragt die beiden über ihre Beziehung: Es stellt sich heraus, dass die beiden seit 40 Jahren glücklich miteinander sind. Sophie glaubt, ihre Wette gewonnen zu haben, und verkündet ihre Verlobung mit Stefan. Doch da stellt sich heraus, dass die Simmerls gar kein Ehepaar sind, sondern Schwager und Schwägerin: Frau Simmerl hat vor 41 Jahren Herrn Simmerls Bruder geheiratet, doch der hat sie betrogen und sie wurde von Herrn Simmerl „getröstet“. Und so hat Stefan am Ende doch recht behalten, also bleiben er und Sophie unverheiratet zusammen.

## Produktion
Ehe oder Liebe ist eine Produktion der Polyphon Film- und Fernsehgesellschaft im Auftrag des ZDF und wurde am 2. März 1982 zum ersten Mal ausgestrahlt.